# Общество русского перестрахования
О́бщество ру́сского перестрахова́ния — финансово-кредитное учреждение, специализировавшееся на перестраховании.
Основано 9 июня 1895 года. Располагалось в Петербурге на Большой Конюшенной улице, д. 27.
Инициатором создания общества стало Министерство финансов, которое созвало в 1895 году совещание страховых компаний. Главной целью создания этой компании было предотвращение утечки страховых премий (через перестрахование) за рубеж.
Это была вторая попытка организовать российское перестраховочное общество после провала учрежденного в 1869 году «Русского общество перестрахования». Последнее было ликвидировано уже в 1879 году в связи с тем, что оно не получало от российских страховых компаний необходимого объёма рисков, которые продолжали уходить иностранным перестраховщикам. Одновременно с созданием «Общества русского перестрахования» вышло постановление, поощрявшее взаимное перестрахование внутри России и ограничивающее объём передаваемых за рубеж страховых премий по каждому риску квотой в 40 %.
Основной (уставный) капитал на 9 июня 1895 года — 6 млн руб., разделен на 12 тыс. акций по 500 руб.
Основной (уставный) капитал на 10 февраля 1909 года — 3 млн руб, разделен на 12 тыс. акций по 250 руб.
После введения государственной монополии на страхование в 1918 году общество было ликвидировано.

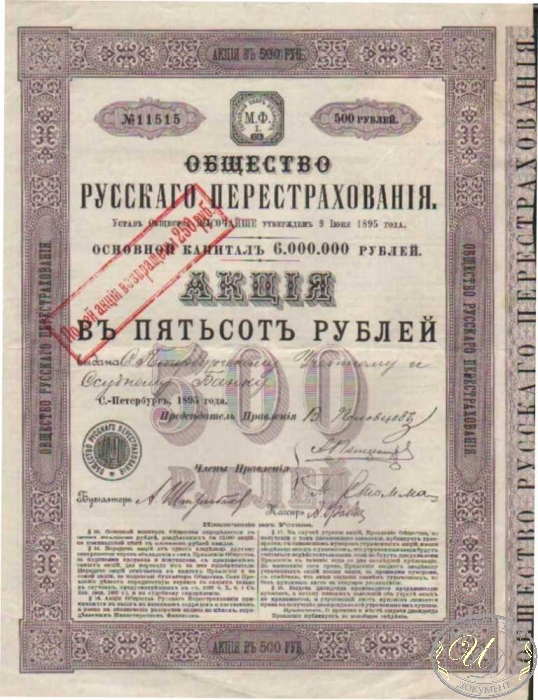
Акция Общества русского перестрахования 1895 года